# ساموئل آیپاوا
ساموئل آیپاوا (انگلیسی: Samuel Ipoua؛ زادهٔ ۱ مارس ۱۹۷۳) یک بازیکن فوتبال اهل کامرون است.